# پهپادها (آلبوم میوز)
«پهپادها» هفتمین آلبوم استودیویی از میوز است که در ۵ ژوئن ۲۰۱۵ منتشر شد. این آلبوم بین ۳ اکتبر ۲۰۱۴ تا ۱ آوریل ۲۰۱۵ ضبط شد. ترانه‌های مهم آن روانی، مرده از درون، و لطف هستند.